# Angela peruviana
Angela peruviana es una especie de mantis de la familia Mantidae.

## Distribución geográfica
Se encuentra en Brasil y Perú.